# Professional'nyj Futbol'nyj Klub Central'nyj Sportivnyj Klub Armii 2021-2022
Questa voce raccoglie le informazioni riguardanti il Professional'nyj Futbol'nyj Klub CSKA nelle competizioni ufficiali della stagione 2021-2022.

## Stagione
Il 15 giugno, Ivica Olić lascia il suo ruolo di capo allenatore del CSKA Mosca di comune accordo con la società. Aleksej Berezuckij, vice di Olić viene nominato capo allenatore ad interim. Poco più di un mese dopo, il 19 luglio, Berezuckij è stato confermato come nuovo allenatore permanente del CSKA.
Durante il girone d'andata la formazione di Berezuckij ha collezionato sette vittorie, cinque sconfitte e tre pareggi. Il girone di ritorno si conclude invece con otto vittorie, cinque sconfitte e due pareggi. Dopo essere stato terzo in classifica per cinque giornate (dalla 21ª alla 26ª), la stagione 2021-22 si conclude con un 5º posto, migliorando leggermente dalla stagione precedente.
Per quanto riguarda la Coppa di Russia, l'avventura si conclude ai quarti di finale, persi in casa contro lo Spartak Mosca 1 a 0.

## Divise
| Casa | Trasferta | Terza maglia |

## Rosa
| N. |                       | Ruolo | Calciatore            |
| -- | --------------------- | ----- | --------------------- |
| 2  | Russia (bandiera)     | D     | Mário Fernandes       |
| 3  | Brasile (bandiera)    | D     | Bruno Fuchs           |
| 6  | Russia (bandiera)     | C     | Maksim Muchin         |
| 8  | Colombia (bandiera)   | C     | Jorge Carrascal       |
| 7  | Russia (bandiera)     | C     | Il'zat Achmetov       |
| 9  | Russia (bandiera)     | A     | Fëdor Čalov           |
| 10 | Russia (bandiera)     | C     | Alan Dzagoev          |
| 11 | Nigeria (bandiera)    | A     | Chidera Ejuke         |
| 14 | Russia (bandiera)     | D     | Kirill Nababkin       |
| 19 | Kazakistan (bandiera) | C     | Baqtııaar Zaınýtdınov |
| 20 | Russia (bandiera)     | C     | Konstantin Kučaev     |
| 21 | Argentina (bandiera)  | A     | Adolfo Gaich          |
| 23 | Islanda (bandiera)    | D     | Hörður Magnússon      |
| 25 | Croazia (bandiera)    | C     | Kristijan Bistrović   |

| N. |                           | Ruolo | Calciatore                |
| -- | ------------------------- | ----- | ------------------------- |
| 27 | Costa d'Avorio (bandiera) | C     | Jean-Philippe Gbamin      |
| 28 | Paraguay (bandiera)       | A     | Jesús Medina              |
| 29 | Slovenia (bandiera)       | C     | Jaka Bijol                |
| 35 | Russia (bandiera)         | P     | Igor' Akinfeev (capitano) |
| 41 | Russia (bandiera)         | A     | Egor Ušakov               |
| 42 | Russia (bandiera)         | D     | Georgij Ščennikov         |
| 45 | Russia (bandiera)         | P     | Danila Bokov              |
| 46 | Russia (bandiera)         | A     | Vladislav Jakovlev        |
| 49 | Russia (bandiera)         | P     | Vladislav Torop           |
| 78 | Russia (bandiera)         | D     | Igor' Diveev              |
| 88 | Norvegia (bandiera)       | C     | Emil Bohinen              |
| 91 | Russia (bandiera)         | A     | Anton Zabolotnyj          |
| 97 | Turchia (bandiera)        | A     | Yusuf Yazıcı              |
| 98 | Russia (bandiera)         | C     | Ivan Obljakov             |

## Risultati

### Campionato

#### Girone di andata
| Arbitro: | Sergej Ivanov |

|                |           |  |
| Zabolotnyj 61’ | Marcatori |  |

| Arbitro: | Alexey Matyunin |

|               |           |                             |
| Bistrović 19’ | Marcatori | 22’ Smolov 60’ Žemaletdinov |

| Arbitro: | Vladislav Bezborodov |

|                       |           |          |
| Fomin 58’ (rig.), 73’ | Marcatori | 8’ Ejuke |

| Arbitro: | Kirill Levnikov |

|            |           |                                    |
| Glebov 54’ | Marcatori | 8’ Bijol 36’ Čalov 89’ Maradišvili |

| Arbitro: | Sergej Karasëv |

|                        |           |  |
| Jakovlev 71’ Ejuke 70’ | Marcatori |  |

| Arbitro: | Sergej Ivanov |

|            |           |  |
| Azmoun 82’ | Marcatori |  |

| Arbitro: | Ivan Sidenkov |

|                            |           |                     |
| Markov 18’ Novosel'cev 66’ | Marcatori | 5’ Diveev 74’ Čalov |

| Arbitro: | Sergej Karasëv |

|                |           |  |
| Zabolotnyj 81’ | Marcatori |  |

| Arbitro: | Kirill Levnikov |

|  |           |                                     |
|  | Marcatori | 31’ Zaınýtdınov 63’ (rig.) Achmetov |

| Mosca 2 ottobre 2021, ore 19:00 MSK 10ª giornata | CSKA Mosca        | 0 – 0 referto | Krasnodar | Arena CSKA (7 448 spett.)\| Arbitro: \| Vladimir Moskalëv \| |
| Arbitro:                                         | Vladimir Moskalëv |               |           |                                                              |

| Arbitro: | Artyom Lyubimov |

|  |           |           |
|  | Marcatori | 52’ Ejuke |

| Arbitro: | Vitálij Meškóv |

|                                    |           |             |
| Ejuke 57’ Čalov 85’ Zabolotnyj 89’ | Marcatori | 11’ Sergeev |

| Arbitro: | Vladislav Bezborodov |

|                |           |  |
| Kostjukov 90+’ | Marcatori |  |

| Arbitro: | Sergej Ivanov |

|                                            |           |                 |
| Jusupov 4’ Cassierra 14’, 16’ Jurganov 87’ | Marcatori | 57’ Zaınýtdınov |

| Mosca 21 novembre 2021, ore 14:00 MSK 15ª giornata | CSKA Mosca           | 0 – 0 referto | Chimki | Arena CSKA (4 240 spett.)\| Arbitro: \| Vladislav Bezborodov \| |
| Arbitro:                                           | Vladislav Bezborodov |               |        |                                                                 |

#### Girone di ritorno
| Arbitro: | Vladislav Bezborodov |

|  |           |                             |
|  | Marcatori | 34’ Claudinho 90+’ Mostovoj |

| Arbitro: | Vladimir Moskalëv |

|  |           |             |
|  | Marcatori | 75’ Bohinen |

| Arbitro: | Igor Panin |

|                            |           |  |
| Zabolotnyj 33’, 76’ (rig.) | Marcatori |  |

| Arbitro: | Vitalij Meškov |

|  |           |                            |
|  | Marcatori | 49’ Yazıcı 79’ Zaınýtdınov |

| Arbitro: | Pavel Kukuyan |

|              |           |  |
| Yazıcı 90+6’ | Marcatori |  |

| Arbitro: | Sergej Ivanov |

|            |           |                            |
| Isidor 42’ | Marcatori | 39’ Yazıcı 90+1’ Fernandes |

| Arbitro: | Kirill Levnikov |

|                                                                |           |            |
| Yazıcı 5’, 67’, 86’ (rig.) Gbamin 11’ Medina 24’ Carrascal 26’ | Marcatori | 38’ Kučaev |

| Arbitro: | Igor Panin |

|                       |           |                              |
| Diveev 3’ Yazıcı 90+’ | Marcatori | 7’ (aut.) Bijol 55’ Bicfalvi |

| Arbitro: | Pavel Kukuyan |

|                                         |           |                              |
| Sadygov 9’ Rudenko 54’, 86’ Sabovic 80’ | Marcatori | 32’ Ušakov 44’ (rig.) Yazıcı |

| Arbitro: | Evgeny Turbin |

|              |           |               |
| Nikitin 90+’ | Marcatori | 88’ Fernandes |

| Arbitro: | Sergej Karasëv |

|           |           |  |
| Ejuke 67’ | Marcatori |  |

| Arbitro: | Vitalij Meškov |

|                        |           |  |
| Utkin 46’ Berisha 90+’ | Marcatori |  |

| Arbitro: | Vladislav Bezborodov |

|  |           |              |
|  | Marcatori | 10’ Makarčuk |

| Arbitro: | Vladimir Moskalëv |

|             |           |  |
| Krivcov 75’ | Marcatori |  |

| Arbitro: | Jan Bobrovskij |

|                                                 |           |  |
| Fernandes 4’ Gbamin 10’ Obljakov 52’ Diveev 87’ | Marcatori |  |

### Kubok Rossii

#### Fase a gironi (Girone 10)
| Arbitro: | A. Smolin |

|  |           |                                                         |
|  | Marcatori | 9’ Achmetov 24’ Kučaev 76’ Zaınýtdınov 90+1’ Zabolotnyj |

| Arbitro: | R. Galimov |

|  |           |                           |
|  | Marcatori | 41’ Bohinen 85’ Bistrović |

#### Fase ad eliminazione diretta
| Arbitro: | Sergej Ivanov |

|           |           |                   |
| Noboa 41’ | Marcatori | 60’, 87’ Achmetov |

| Arbitro: | Vladimir Moskalëv |

|  |           |                   |
|  | Marcatori | 21’ (rig.) Bakaev |

## Statistiche

### Statistiche di squadra
Dati aggiornati al 21 maggio 2022.
| Competizione    | Punti | In casa | In casa | In casa | In casa | In casa | In casa | In trasferta | In trasferta | In trasferta | In trasferta | In trasferta | In trasferta | Totale | Totale | Totale | Totale | Totale | Totale | DR  |
| Competizione    | Punti | G       | V       | N       | P       | Gf      | Gs      | G            | V            | N            | P            | Gf           | Gs           | G      | V      | N      | P      | Gf     | Gs     | DR  |
| --------------- | ----- | ------- | ------- | ------- | ------- | ------- | ------- | ------------ | ------------ | ------------ | ------------ | ------------ | ------------ | ------ | ------ | ------ | ------ | ------ | ------ | --- |
| Prem'er-Liga    | 50    | 15      | 9       | 3       | 3       | 24      | 9       | 15           | 6            | 2            | 7            | 18           | 20           | 30     | 15     | 5      | 10     | 42     | 29     | +13 |
| Coppa di Russia | -     | 1       | 0       | 0       | 1       | 0       | 1       | 3            | 3            | 0            | 0            | 8            | 1            | 4      | 3      | 0      | 1      | 8      | 2      | +6  |
| Totale          | 50    | 16      | 9       | 3       | 4       | 24      | 10      | 18           | 9            | 2            | 7            | 26           | 21           | 34     | 18     | 5      | 11     | 50     | 31     | +19 |

### Andamento in campionato
Dati aggiornati al 21 maggio 2022.
| Giornata  | 1 | 2 | 3  | 4 | 5 | 6 | 7 | 8 | 9 | 10 | 11 | 12 | 13 | 14 | 15 | 16 | 17 | 18 | 19 | 20 | 21 | 22 | 23 | 24 | 25 | 26 | 27 | 28 | 29 | 30 |
| --------- | - | - | -- | - | - | - | - | - | - | -- | -- | -- | -- | -- | -- | -- | -- | -- | -- | -- | -- | -- | -- | -- | -- | -- | -- | -- | -- | -- |
| Luogo     | C | C | T  | T | C | T | T | C | T | C  | T  | C  | T  | C  | C  | C  | T  | C  | T  | C  | T  | C  | C  | T  | T  | C  | T  | C  | T  | C  |
| Risultato | V | P | P  | V | V | P | N | V | V | N  | V  | V  | P  | P  | N  | P  | V  | V  | V  | V  | V  | V  | N  | P  | N  | V  | P  | P  | P  | V  |
| Posizione | 6 | 8 | 10 | 8 | 6 | 6 | 7 | 7 | 5 | 6  | 4  | 3  | 5  | 5  | 6  | 6  | 5  | 4  | 4  | 4  | 3  | 3  | 3  | 3  | 3  | 3  | 4  | 4  | 5  | 5  |

Legenda:

Luogo: C = Casa; T = Trasferta. Risultato: V = Vittoria; N = Pareggio; P = Sconfitta.